# Legio I Macriana liberatrix
Legio I Macriana liberatrix (I Легіон Визволитель Макріана) — римський легіон.

## Історія
У 68 році легат Legio III Augusta Луцій Клодій Макр виступив проти імператора Нерона. Макр намагався створити в Африці базу для подальшого наступу на Рим. Для цього створив додатковий легіон. Про легіон I Macriana liberatrix відомо за монетами Клодія Макра. Після загибелі останнього імператор Гальба у 69 році розпустив цей легіон. Того ж року імператор Вітеллій легіонерів колишнього легіону спрямував до різних військових частин в Африці.